# ماتيلدي

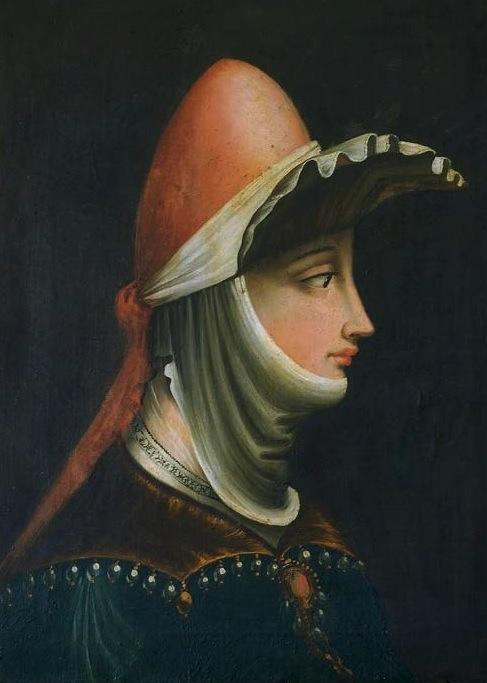
Ritratto della Grancontessa Matilde di Canossa.

الكونتيسا ماتيلدي (بالإيطالية: Matilde، باللاتينية: Mathilde ؛ 1046 - 24 يوليو 1115) نبيلة وحاكمة إيطالية. كونتيسا ودوقة وماركيزة وملكة من العصور الوسطى، كانت إقطاعية قوية ومؤيدة للإيطالي الرئيسي للبابا غريغوري السابع أثناء صراع التعيين، وهي إحدى القليلات من النساء العصور الوسطى اللاتي يذكرن بإنجازاتهن العسكرية، فقد سيطرت على كامل الأراضي الإيطالية شمال دولة الكنيسة. وهي تُنسب إلى كانوسا حيث قلعة أسلافها.
توجها الإمبراطور هنري الخامس في قلعة بيانيلو (ريدجو إميليا)
عام 1076 دخلت بحوزتها أراضي شاسعة شملت لومبارديا، إميليا رومانيا، وتوسكانا، وكان مقرها في كانوسا، في الأبينيني.